# Apostolepis assimilis
Espèce
Synonymes
- Elapomorphus assimilis Reinhardt, 1861
- Apostolepis tertulianobeui de Lema, 2004

Apostolepis assimilis est une espèce de serpents de la famille des Dipsadidae.

## Répartition
Cette espèce se rencontre au Paraguay et au Cerrado au Brésil.
Sa présence en Argentine est incertaine.

## Publication originale
- Reinhardt, 1861 "1860" : Herpetologiske Middelelser. II. Beskrivelser af nogle nye til Calamariernes Familie henhörende Slänger. Videnskabelige meddelelser fra den Naturhistoriske forening i Kjöbenhavn, vol. 1860, p. 229-250 (texte intégral).